# Communauté de communes Amancey-Loue-Lison
Die Communauté de communes Amancey-Loue-Lison (kurz CCALL) war ein französischer Gemeindeverband mit der Rechtsform einer Communauté de communes im Département Doubs. Sie wurde am 23. Dezember 1993 gegründet und umfasste 20 Gemeinden. Der Verwaltungssitz befand sich im Ort Amancey.

## Historische Entwicklung
Am 1. Januar 2017 schloss sich der Gemeindeverband mit der Communauté de communes du Canton de Quingey und der Communauté de communes du Pays d’Ornans zur Communauté de communes Loue-Lison zusammen.
Abweichend davon wurde Labergement-du Navois nach Levier eingemeindet und gehört seither zur Communauté de communes Altitude 800.

## Ehemalige Mitgliedsgemeinden
- Amancey
- Amathay-Vésigneux
- Amondans
- Bolandoz
- Cléron
- Crouzet-Migette
- Déservillers
- Éternoz
- Fertans
- Flagey
- Labergement-du-Navois
- Lizine
- Longeville
- Malans
- Montmahoux
- Nans-sous-Sainte-Anne
- Reugney
- Sainte-Anne
- Saraz
- Silley-Amancey

## Geographie
Benannt wurde die Communauté de communes Amancey-Loue-Lison nach der Gemeinde Amancey und den beiden Flüssen Loue und Lison. Der Hauptteil des Gebietes wurde von der weiten Fläche des Plateaus von Amancey eingenommen, das durchschnittlich auf 600 m über dem Meeresspiegel liegt und leicht gegen Norden geneigt ist. Der nördliche Abschnitt des Plateaus ist durch eine Reihe von tief eingeschnittenen Erosionstälern der Zuflüsse der Loue untergliedert. Diese bildete streckenweise die nördliche Abgrenzung. Im Westen war der Lison in seinem ebenfalls tief in die Umgebung eingesenkten, teils schluchtartigen Tal das naturräumlich dominierende Element. Gegen Süden bildete der rund 20 km lange Höhenzug des Malveau (bis 930 m) die natürliche Trennlinie zum Plateau von Levier. Während der Höhenrücken und die steilen Talhänge vorwiegend bewaldet sind, wird das Plateau landwirtschaftlich genutzt (insbesondere Milchwirtschaft und Viehzucht, in tieferen Lagen auch Ackerbau). Das Gebiet des Gemeindeverbandes stimmte nahezu mit demjenigen des Kantons Amancey überein, allerdings ist das zum Kanton Amancey gehörende Gevresin Teil der benachbarten Communauté de communes Altitude 800. Andererseits gehörte Longeville (Kanton Ornans) als Exklave zur Communauté de communes Amancey-Loue-Lison.

## Aufgaben
Zu den Aufgaben des Gemeindeverbandes gehörten die Schaffung von Arbeitsplätzen, die wirtschaftliche Entwicklung, die Müllabfuhr, die Trinkwasseraufbereitung und die Abwasserreinigung, der Bau und Unterhalt von kulturellen und sportlichen Einrichtungen, die Entwicklung und Förderung des Tourismus, der öffentliche Dienst und das Schulwesen auf Grundschulebene.